# Ophiomorus streeti
Ophiomorus streeti là một loài thằn lằn trong họ Scincidae. Loài này được Anderson & Leviton mô tả khoa học đầu tiên năm 1966.